# مرد عنکبوتی: بازگشت به خانه
مرد عنکبوتی: بازگشت به خانه (انگلیسی: Spider-Man: Homecoming) فیلم ابرقهرمانی آمریکایی محصول ۲۰۱۷ است که بر اساس کاراکتر مرد عنکبوتی از مارول کامیکس ساخته شد. ساخت این فیلم به‌طور مشترک با کلمبیا پیکچرز و مارول استودیوز بوده و از طریق گروه سینمایی سونی پیکچرز عرضه شده‌است. این دومین بازراه‌اندازی از فیلم‌های مرد عنکبوتی است و شانزدهمین فیلم در دنیای سینمایی مارول محسوب می‌شود. این فیلم را جان واتس کارگردانی کرده و نگارش فیلم‌نامهٔ آن بر عهدهٔ تیم نویسندگی جاناتان گلداستاین، جان فرانسیس دالی و جان واتس و کریستوفر فورد و اریک سامرز بوده‌است. تام هالند در نقش پیتر پارکر / مرد عنکبوتی و مایکل کیتون، جان فاورو، گوئینت پالترو، زندیا، دونالد گلاور، جیکوب باتالون، لورا هری‌یر، تونی ریوولوری، بوکیم وودبین، تاین دالی، مریسا تومی و رابرت داونی جونیور بازیگران فیلم هستند. در مرد عنکبوتی: بازگشت به خانه، پیتر پارکر سعی دارد زندگی خود در دوران دبیرستان را با مرد عنکبوتی بودن و در حالی که با کرکس (کیتون) مواجه می‌شود، متعادل کند.
در فوریهٔ ۲۰۱۵، مارول و سونی به توافق رسیدند تا در حق ساخت مرد عنکبوتی اشتراک داشته باشند و این شخصیت وارد دنیای سینمایی مارول شود. در ماه ژوئن همان سال، تام هالند به عنوان بازیگر این نقش و جان واتس در مقام کارگردان این فیلم انتخاب شد. مدتی بعد از این موضوع جان فرانسیس دالی و جاناتان گلداستاین نیز برای نوشتن فیلم‌نامه استخدام شدند. در آوریل ۲۰۱۶، عنوان فیلم به همراه سایر گروه بازیگران از جمله داونی در نقش تونی استارک / مرد آهنی اعلام شد. مراحل تصویربرداری اصلی در ژوئن ۲۰۱۶ در استودیو پین‌وود آتلانتا در فایت کانتی، جورجیا آغاز شد و در آتلانتا، لس آنجلس و شهر نیویورک ادامه یافت. سایر فیلم‌نامه‌نویسان فیلم در طول فیلم‌برداری که در اکتبر ۲۰۱۶ در برلین به پایان رسید، اعلام شدند. تیم تولید تلاش کردند تا این فیلم را از فیلم‌های قبلی مرد عنکبوتی متمایز کنند.
مرد عنکبوتی: بازگشت به خانه اولین بار در ۲۸ ژوئن ۲۰۱۷ در هالیوود به نمایش درآمد و در ۷ ژوئیه به‌عنوان بخشی از فاز سوم دنیای سینمایی مارول در ایالات متحده اکران شد. این فیلم بیش از ۸۸۰ میلیون دلار در سراسر جهان فروش داشت و به دومین فیلم موفق مرد عنکبوتی و ششمین فیلم پرفروش ۲۰۱۷ تبدیل شد. این فیلم در زمینهٔ رنگ‌مایهٔ روشن و تمرکز بر زندگی دبیرستانی پارکر و نقش‌آفرینی‌ها به ویژه هالند و کیتون تحسین شد. دو دنباله این از این فیلم منتشر شده‌است: مرد عنکبوتی: دور از خانه (۲۰۱۹) و مرد عنکبوتی: راهی به خانه نیست (۲۰۲۱). همچنین سه‌گانهٔ جدیدی از فیلم‌های لایو اکشن سونی و مارول استودیوز از مرد عنکبوتی در دست توسعه است.

## خلاصه
فیلم با نشان دادن صحنه‌هایی از خرابی‌های به جا مانده نبرد بزرگ نیویورک در فیلم انتقام‌جویان آغاز می‌شود. مخترعی به نام ادرین تومز و گروهش در حال جمع‌آوری و آزمایش بر روی سلاح‌ها و وسایل فضایی‌ها هستند اما جلوی کار آن‌ها توسط دولت گرفته می‌شود. تومز که از این اتفاق عصبانی است مدتی بعد با تماشای اخبار پی می‌برد که تونی استارک پشت این ماجرا بوده‌است. تومز تصمیم می‌گیرد از سلاح‌ها و وسایلی که توانسته آن‌ها را نگه دارد برای پیشبرد اهدافش استفاده کند. هشت سال از این اتفاق می‌گذرد. پیتر پارکر که بعد از رخدادهای کاپیتان آمریکا: جنگ داخلی امیدوار بود به انتقام جویان ملحق شود حس می‌کند که مدتی است از سوی تونی استارک رها شده‌است. تماس‌ها و پیام‌های بی‌شمار او هم برای ارتباط با استارک فایده‌ای ندارد. پیتر که از این وضعیت خسته شده و اوضاع هم در دبیرستان برایش خوب پیش نمی‌رود و نمی‌تواند به دختر مورد علاقه خود یعنی لیز ابراز علاقه کند تصمیم می‌گیرد برخلاف توصیه‌های استارک دوباره لباس مرد عنکبوتی را بر تن کند و جلوی جرم و جنایت در شهر بگیرد اما این کارهای ساده هم او را راضی نمی‌کند.

## داستان
پس از نبرد نیویورک در سال ۲۰۱۲، آدریان تومز و شرکت بازیافتش مأمور پاکسازی شهر شدند، اما وقتی اداره کنترل خسارت (DODC) که توسط تونی استارک و دولت آمریکا اداره می‌شد، کنترل عملیات را در دست گرفت، کسب‌وکارشان به خطر افتاد. تومز از این موضوع به شدت خشمگین شد و کارمندانش را تشویق کرد تا فناوری چیتاوری‌هایی که از قبل به دست آورده بودند را حفظ کنند و با ساخت سلاح‌های پیشرفته، به تجارت غیرقانونی روی بیاورند. خودش نیز با استفاده از لباس پرنده‌ای به نام والچر، سلول‌های انرژی چیتاوری را سرقت می‌کرد.
هشت سال بعد، پس از اینکه تونی استارک او را به عنوان عضوی تازه وارد به انتقام‌جویان دعوت کرد، پیتر پارکر دوباره به مدرسه بازمی‌گردد اما استارک به او می‌گوید که هنوز برای تبدیل شدن به یک انتقام‌جوی تمام‌وقت آمادگی ندارد. پارکر تصمیم می‌گیرد وقت بیشتری برای مبارزه با جرم و جنایت صرف کند و از تیم المپیاد علمی مدرسه کناره‌گیری می‌کند. دوست نزدیکش، ند، خیلی زود راز او را کشف می‌کند.
پیتر متوجه می‌شود که جکسون برایس و هرمن شوولتس، همراهان تومز، سلاح‌هایی به یک خلافکار محلی به نام آرون دیویس می‌فروشند. او سعی می‌کند دیویس را نجات دهد اما توسط تومز در لباس والچر گرفتار می‌شود و در دریاچه‌ای رها می‌گردد. پارکر که تقریباً غرق شده بود، توسط استارک نجات پیدا می‌کند. استارک به او هشدار می‌دهد که وارد مسائل جنایی نشود. در جریان اتفاقات، برایس به طور ناخواسته توسط یکی از سلاح‌های خود کشته می‌شود و شوولتس جایگزین او به عنوان شاکر می‌شود.
پارکر و ند سلاحی را که برایس رها کرده بود بررسی می‌کنند و متوجه می‌شوند که هسته‌ی آن یک نارنجک چیتاوری ناپایدار است. پس از اینکه ردگیری روی شوولتس آن‌ها را به مریلند می‌رساند، پارکر به تیم المپیاد بازمی‌گردد و به همراه تیم به مسابقات ملی در واشنگتن دی‌سی می‌رود. در آنجا، نِد و پارکر دستگاه ردگیری تعبیه شده در لباس اسپایدرمن را غیرفعال کرده و امکانات پیشرفته‌تری را فعال می‌کنند. وقتی پارکر تلاش می‌کند جلوی سرقت سلاح‌ها توسط تومز را بگیرد، درون کامیونی گرفتار می‌شود و مسابقه را از دست می‌دهد. هسته قدرت نارنجک در یادبود واشنگتن فعال شده و منفجر می‌شود، که باعث گرفتار شدن نِد و دوستانشان در آسانسور می‌شود. پارکر آن‌ها را نجات می‌دهد، از جمله لیز، همکلاسی و علاقه‌اش.
چند روز بعد، روی کشتی فری استیتن آیلند، پارکر خریدار جدید تومز، مک گارگان را دستگیر می‌کند، اما تومز فرار می‌کند و یک سلاح خراب‌شده کشتی را نصف می‌کند. استارک به پارکر کمک می‌کند مسافران را نجات دهد، اما لباسش را به خاطر بی‌احتیاطی توقیف می‌کند.
پارکر به زندگی مدرسه‌ای‌اش بازمی‌گردد و از لیز دعوت می‌کند تا با هم به مهمانی بازگشت به مدرسه بروند. در شب مهمانی، پیتر درمی‌یابد که تومز پدر لیز است و پس از شناسایی هویت مخفی او، تومز تهدیدش می‌کند. پیتر متوجه می‌شود که تومز قصد دارد یک هواپیمای حاوی سلاح را ربوده و لباس اسپایدرمن قدیمی خود را می‌پوشد. او با کمک ند، شوولتس را شکست می‌دهد و به مخفیگاه تومز می‌رود. در جریان درگیری، تومز ساختمان را خراب می‌کند و پیتر زیر آوار گرفتار می‌شود، اما با انگیزه درونی از آنجا نجات پیدا می‌کند. او موفق می‌شود هواپیما را به ساحل کونی آیلند هدایت کند و در نهایت جان تومز را در آخرین لحظات نجات می‌دهد. سپس آن‌ها را به پلیس تحویل می‌دهد. پس از دستگیری تومز، لیز شهر را ترک می‌کند. پارکر پیشنهاد استارک برای عضویت دائمی در انتقام‌جویان را رد می‌کند و در همین حین استارک به پپر پاتز پیشنهاد ازدواج می‌دهد. استارک لباس اسپایدرمن را به پارکر بازمی‌گرداند و پارکر درست وقتی عمه می‌می‌خواهد وارد شود، لباس را می‌پوشد.
در صحنه پس از تیتراژ، مک گارگان که در زندان است، به ملاقات تومز می‌رود و می‌گوید شنیده که او هویت واقعی اسپایدرمن را می‌داند؛ اما تومز این موضوع را رد می‌کند.

## بازیگران

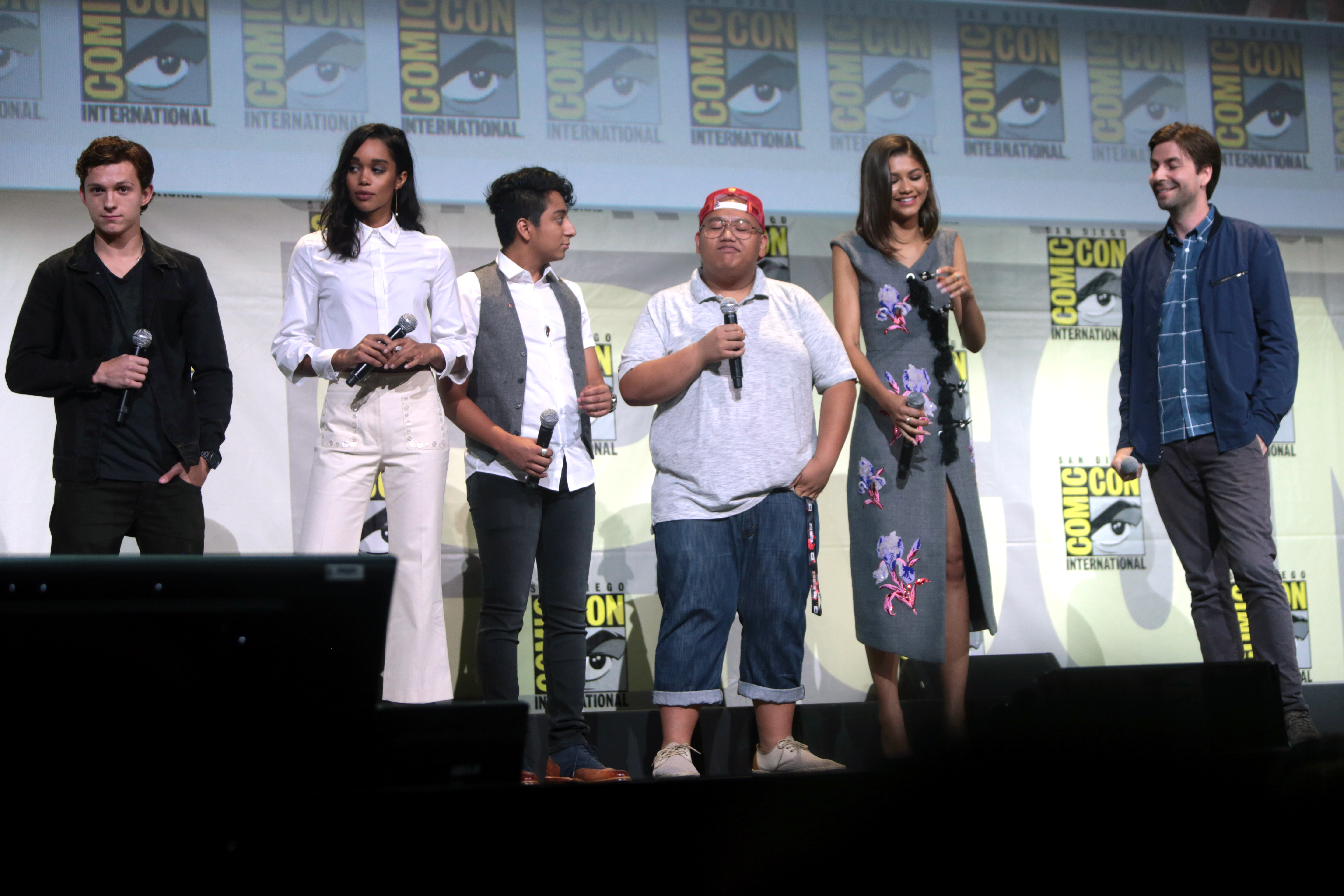
(چپ به راست) تام هالند، لورا هری‌یر، تونی ریوولوری، جیکوب باتالون، زندیا و کارگردان جان واتس در کامیک-کان بین‌المللی سن دیگو ۲۰۱۶.

| بازیگر             | نقش                    | توضیحات |
| ------------------ | ---------------------- | --- |
| تام هالند          | پیتر پارکر/مرد عنکبوتی | پسر ۱۵ ساله‌ای که پس از نیش خوردن توسط عنکبوتی که ژنتیکش دستکاری شده توانایی‌هایی شبیه یک عنکبوت به دست می‌آورد. نقش‌آفرینی هالند در غیرممکن، وولف‌هال، در دل دریا و تست‌های تصویری او برای این نقش کوین فیگ و ایمی پاسکال را تحت تأثیر قرار داده بود. هالند اعلام کرد که از نقش‌آفرینی توبی مگوایر و اندرو گارفیلد، بازیگران قبلی مرد عنکبوتی الهام می‌گیرد، اما امیدوار است تا چیز جدید و هیجان‌انگیزی از این شخصیت ارائه دهد. هالند دربارهٔ نقشش گفت: «این نگاه جدیدی به شخصیت مرد عنکبوتی است، زیرا شما بچه‌ای را خواهید دید که با مشکلاتی که هر بچهٔ ۱۵ ساله‌ای دارد سر و کله می‌زند و هم‌زمان باید شهرش را نیز نجات دهد. او به خاطر کاری که سعی دارد انجام دهد و اتفاقاتی که همراه انتقام‌جویان در دنیا می‌افتد، دچار تضاد شده‌است. مشخصاً بعد از کاپیتان آمریکا: جنگ داخلی نمی‌دانیم چه اتفاقاتی می‌افتد و او در وسط آن دنیاست؛ بنابراین کاوش در این مسئله بسیار هیجان‌انگیز است و همچنین این که یک پسر دبیرستانی با این توانایی‌هایش چه کار می‌کند بسیار جالب است.» هالند برای آماده شدن برای ایفای نقشش چند روزی به دبیرستانی در برانکس رفت. او در آن‌جا به چندتا از دانش‌آموزان مدرسه گفته که نقش مرد عنکبوتی را ایفا خواهد کرد و آن‌ها باور نکرده‌اند. هالند معتقد است این چیز خوبی است زیرا واقعیت این است که باورش سخت است که پارکر مرد عنکبوتی باشد. او برای بازی در سه فیلم، به جز جنگ داخلی قرارداد امضا کرده‌است. هالند بعداً گفت که او برای بازی در سه فیلم دنیای مارول، و سه فیلم اختصاصی مرد عنکبوتی قرارداد امضا کرده‌است. |
| مایکل کیتون        | اِدرین تومز / کرکس      | مردی با انگیزه‌های جنایی و لباسی که بال‌های مکانیکی دارد. جان واتز می‌گوید تومز با دیگر تبهکاران دنیای سینمایی مارول مانند تانوس و اولتران تفاوت دارد. او در این‌باره می‌گوید: «جالب است به این نکته دقت کنیم که اگر پیتر پارکر یک پسربچهٔ معمولی است که ابرقهرمان می‌شود، قطعاً تعدای آدم معمولی دیگر نیز هستند که تبدیل به ابرتبهکار می‌شوند.» کیتون گفت که نقش تومز برایش جالب بوده و این که او کاملاً تبهکار نیست و بخش‌هایی از او هست که منظورش را می‌توان فهمید. او داستان دومی دارد که وقتی نشستیم و درباره‌اش صحبت کردیم این‌طور بودم که وای! این شخصیت چند لایه است. کارگردان [جان واتس] فرد بسیار باهوشی است و به نظرم کسانی که فکرش هم ممکن است نکنند هم از این شخصیت خوششان می‌آید.» کیتون بدون تردید حضور دوباره در یک فیلم کامیک‌بوکی را پذیرفت، هر چند در ابتدا به خاطر تداخل برنامه این نقش را رد کرد. او پیش از این در فیلم بتمن (۱۹۸۹) و بازگشت بتمن (۱۹۹۲) ساختهٔ تیم برتون نقش بتمن را ایفا کرده بود. |
| زندیا              | میشل جونز(ام‌جی)        | یکی از هم‌کلاسی‌های پیتر. زندیا این شخصیت را «بسیار باهوش، روشن‌فکر که همیشه سرش توی کتاب است» توصیف کرده‌است. زندیا اضافه کرد که میشل قرار نیست معشوقهٔ پیتر باشد و این که این شخصیت «خیلی خشک، ناشی و روشن‌فکر است چون خیلی باهوش است. او احساس می‌کند که نباید با کسی صحبت کند، برای همین عجیب به نظر می‌رسد؛ ولی برای من خیلی باحال است چون [شخصیتش] عمیق است. همیشه در حال تفکر و مطالعه است.» |
| دونالد گلاور       |                        | [ ۱۲ ] [ ۲۱ ] |
| جیکوب باتالون      | ند لیدز                | هم‌کلاسی و بهترین دوست پارکر. هالند این شخصیت را «یک گیمر کامل» توصیف کرده‌است. |
| لورا هری‌یر         | لیز                    | معشوقه پیتر پارکر و دختر اِدرین تومز |
| تونی ریوولوری      | فلش تامپسون            | هم‌کلاسی و رقیب پارکر. ریوولوری در مورد این شخصیت که در کامیک معمولاً یک پسر سفیدپوست است گفت: «من می‌دانم که این شخصیت چقدر برای طرفداران کامیک مهم است و تمام سعی‌ام را می‌کنم که حقش را به جا بیاورم.» این بار به جای این که این شخصیت قوی‌هیکل و درشت‌اندام باشد، پولدار و از خود راضی است تا تصویر مدرنی از قلدری ارائه دهد. این شخصیت در ابتدا مانوئل نام گرفته بود. |
| مریسا تومه         | خاله می                | خاله پیتر. اولین خبرها از انتخاب تومه برای بازی در این نقش، با واکنش منفی هواداران در شبکه‌های اجتماعی مواجه بود چرا که معتقد بودند این بازیگر «بسیار جوان و بسیار جذاب‌تر از آن است که در این نقش بازی کند.» خصوصاً این که پیش از این بازیگرانی بسیار مسن‌تر از تومه این نقش را ایفا کرده‌اند. اما استیون مک‌فیلی معتقد است که در دنیای سینمایی مارول، «سعی شده که همه چیز تا حد ممکن واقعی‌تر به نظر بیاید. برای همین خاله می ۸۰ ساله نیست، اگر او خواهر مادر متوفای پیتر است، برای چه باید دو نسل از او بزرگ‌تر باشد؟» |
| تاین دالی          |                        | [ ۱۲ ] [ ۳۱ ] |
| بوکیم وودبین       | هرمن شولتز / شوکر      | یک جنایتکار که امواج شوکری قوی‌ای تولید می‌کند. |
| رابرت داونی جونیور | تونی استارک / مرد آهنی | او خودش را میلیاردر، نابغه، دخترباز و خیّر توصیف می‌کند که زرهی مکانیکی برای خود ساخته‌است و مربی پارکر است. توماس روتمن رئیس سونی پیکچرز با اشاره به اهمیت وجود داونی در فیلم برای تبلیغات آن، گفت که با توجه به رابطه‌ای که بین این دو در فیلم جنگ داخلی شکل گرفت، حضور استارک در این فیلم ضروری است و پیشرفت آن رابطه از جنبه‌های فیلم است. واتس دربارهٔ حضور استارک در این فیلم گفت: «باید دربارهٔ کاری که وی در فیلم جنگ داخلی کرد خوب فکر کنید، او یک بچهٔ ۱۵ ساله را با خود به آلمان برد و درگیر آن ماجراجویی دیوانه‌وار کرد، سپس او را ول کرد. خب این کار قطعاً پیامدهایی دارد. آیا این اولین قدم برای تبدیل شدن تونی به یک مربی است؟ خودش با این قضیه کنار آمده؟ آیا خودش را یک مربی می‌داند؟ یا خودش هم در این راه به یک مربی احتیاج دارد؟ فکر می‌کنم جنبه‌های جالبی از شخصیت تونی استارک در رابطه‌اش با پیتر دیده می‌شود.» |
| جان فاورو          | هپی هوگان              | از سری فیلم‌های مرد آهنی را تکرار می‌کند. دربارهٔ نقشش فاورو گفت که او از پارکر محافظت می‌کند؛ پیتر به کمک احتیاج دارد. |
| مایکل چرنوس        | فینس میسون / خیاط      | |
| لوگان مارشال-گرین  | یکی از تبهکاران .      | |
| مایکل باربی‌یری     | یکی از دوستان پارکر    | |
| کنت چوی            | مدیر مدرسهٔ پارکر       | پیش از این در نقش جیم موریتا در دنیای سینمایی مارول بازی کرده بود، در نقش مدیر مدرسهٔ پارکر بازی می‌کند. |
| هانیبال بورس       | معلم ورزش              | در نقش معلم ورزش بازی می‌کند که او وی را «احمقی که نمی‌فهمد پیتر پارکر مرد عنکبوتی است» توصیف کرده. |

دیگر بازیگران فیلم عبارت اند از:
مارتین استار ،ایزابلا آمارا، جرج لندبورگ، جی. جی. توتاه، سلنیس لیوا، آبراهام اتا، مایکل ماندو، گارسل بووی، تیفانی اسپنسن، انگوری رایس، مارتا کلی و جونا زیائو نقشی نامعلوم در فیلم ایفا می‌کنند. استن لی خالق مرد عنکبوتی هم مثل همیشه در نقشی کوتاه در فیلم حضور خواهد یافت. کریس ایوانز نیز نقش کاپیتان آمریکا را به صورت کوتاه ایفا می‌کند.

## تولید

### آماده‌سازی
«ما می‌خواهیم تا پیتر پارکر را در دبیرستان نشان دهیم، چون راستش را بخواهید تاکنون پنج فیلم از مرد عنکبوتی ساخته شده و هنوز کلی چیز از کامیک باقی‌مانده که در فیلم‌ها نشان داده نشده. نه فقط شخصیت‌ها یا تبهکاران یا شخصیت‌های مکمل، بلکه جوانبی از شخصیت پارکر. فکر می‌کنم در اواسط فیلم اول بود که پارکر از دبیرستان فارغ‌التحصیل شد. در ابتدای دومین فیلم مارک وب هم پارکر از دبیرستان فارغ شد؛ و در بیشتر داستان‌های مورد علاقهٔ من از مرد عنکبوتی، او در دبیرستان است. ما می‌خواهیم به کاوش دربارهٔ این موضوع [حضورش در دبیرستان] بپردازیم که این شخصیت را بسیار بسیار با دیگر شخصیت‌های دنیای سینمایی مارول متفاوت می‌کند.»

—کوین فیگ، رئیس استودیوی مارول
به دنبال هک ایمیل‌های سونی پیکچرز در سال ۲۰۱۴، ایمیل‌هایی رد و بدل شده بین ایمی پاسکال و داگ بلگراد نشان داد که سونی به دنبال این است که استودیوی مارول یک سه‌گانهٔ جدید از مرد عنکبوتی بسازد و سونی همچنان کنترل هنری، بازاریابی و توزیع را بر عهده داشته باشد. مذاکرات بین مارول و سونی به سرانجام نرسید و سونی تصمیم گرفت پروژهٔ خودش را پیش ببرد. با این حال، در فوریهٔ ۲۰۱۵، سونی و مارول اعلام کردند که آن‌ها فیلم اختصاصی جدیدی از مرد عنکبوتی تولید خواهند کرد و این شخصیت قبل از آن در فیلم دیگری از دنیای سینمایی مارول یعنی کاپیتان آمریکا: جنگ داخلی حضور خواهد داشت. استودیوی مارول از شانس ادغام کردن شخصیت‌های دنیای سینمایی‌اش با مرد عنکبوت استفاده خواهد کرد و سونی نیز تأمین بودجه، توزیع و کنترل هنری فیلم‌های مرد عنکبوتی را بر عهده خواهد داشت.
فیگ گفت که مارول حداقل از اکتبر ۲۰۱۴ و زمانی که کار بر روی فاز سوم را شروع کرده، بر روی اضافه کردن مرد عنکبوتی به دنیای سینمایی‌اش کار می‌کرده. «مارول تا چیزی قطعی نباشد آن را رسماً اعلام نمی‌کند. بر همین اساس با پا نقشهٔ A جلو رفتیم و نقشهٔ B نیز داشتیم که در صورتی که با سونی به توافق نمی‌رسیدیم نقشه‌مان را عوض می‌کردیم. ما از زمانی که کار بر روی فاز سوم را شروع کردیم، به مرد عنکبوتی هم فکر کرده‌ایم.» همچنین اعلام شد که آوی آراد و مت تولماک که تهیه‌کنندگان مرد عنکبوتی مارک وب بودند، تهیه‌کنندگان اجرایی این فیلم نیز خواهند بود؛ و مارک وب و اندرو گارفیلد هیچ‌کدام برای این فیلم بازنمی‌گردند. بنا بر گزارش‌ها سونی دنبال بازیگر جوان‌تر از گارفیلد برای این نقش بود. از لوگن لرمان و دیلن اوبرایان به عنوان گزینه‌های مد نظر نام برده می‌شد.
در مارس ۲۰۱۵، درو گودارد به عنوان گزینهٔ کارگردانی و نویسندگی فیلم مطرح بود، در حالی که اوبرایان خبر مذاکره برای بازی در این فیلم را رد کرد. گودارد که پیش از این بر روی فیلم شش فاسد کار می‌کرد، بعداً گفت او پیشنهاد کارگردانی و نویسندگی این فیلم را رد کرده، زیرا هیچ ایده‌ای برای آن نداشته و برایش سخت بوده که بعد از یک سال کار بر روی شش فاسد، وارد دنیای جدیدی بشود. یک ماه بعد، فیگ در هنگام تبلیغ انتقام‌جویان: عصر اولتران گفت که شخصیت پیتر پارکر ۱۵ یا ۱۶ ساله خواهد بود. او همچنین اضافه کرد که فیلم مرد عنکبوتی داستان خاستگاه نخواهد بود. «در مورد مرد عنکبوتی، که پیش از این [در سیزده سال گذشته] دوبار قصه‌اش از ابتدا روایت شده، ما این را در نظر می‌گیرم که مردم مسائل اصلی را می‌دانند. اما این مسئله مهم است که این شخصیت در واقع کیست. ما می‌خواهیم بیشتر روی این مسئله کار کنیم و به این بپردازیم که پسربچهٔ دبیرستانی چطور با قدرت‌هایش کنار می‌آید.» فیگ بعداً اضافه کرد: «طبیعتاً اتفاقاتی افتاده که پیتر پارکر را به این شخصیت تبدیل کرده، ما به آن‌ها اشاره می‌کنیم، اما تمرکزمان بیشتر روی آیندهٔ او و این که چگونه یادمی‌گیرد یک قهرمان باشد است.» بعداً در آوریل گزارش شد که نات وولف، آسا باترفیلد، تام هالند، تیموتی شلمیت و لیام جیمز گزینه‌های مارول و سونی برای بازی در نقش مرد عنکبوتی هستند؛ و باترفیلد و هالند شانس بیشتری از بقیه دارند.
در مهٔ ۲۰۱۵، جاناتان لوین، تئودور ملفی، جیسون مور، جان فرانسیس دالی، جاناتان ام. گلدستاین و جرد هرس گزینه‌های کارگردانی فیلم بودند. باترفیلد، هالند، جودا لوییس، متیو لینتز، چارلی پلامر و چارلی روو در مقابل رابرت داونی جونیور که نقش تونی استارک را در دنیای سینمایی مارول بازی می‌کند، بازی کردند و تست تصویری دادند. این شش نفر از بین ۱٬۵۰۰ بازیگری که در مقابل فیگ، پاسکال و برادران روسو، کارگردانان فیلم کاپیتان آمریکا: جنگ داخلی تست دادند، انتخاب شدند. تا ماه ژوئن، لوین و ملفی شانس بیشتری برای کارگردانی داشتند، همچنین واتس و گلدستاین نیز در بین گزینه‌ها بودند. همچنین فهرست بازیگران به هالند و روو کاهش یافت و آن‌ها دوباره با داونی جونیور تست تصویری دادند. هالند همچنین با کریس ایوانز که نقش کاپیتان آمریکا را در دنیای سینمایی مارول ایفا می‌کند، تست تصویری داد. در ۲۳ ژوئن، مارول و سونی رسماً اعلام کردند که هالند در نقش مرد عنکبوتی بازی خواهد کرد و واتس هم این فیلم را کارگردانی می‌کند. برادران روسو بیشتر صدای بازیگر برایشان مهم بود و برای متفاوت بودن با ارائه‌های قبلی از مرد عنکبوتی، بازیگری که سنش به سن پیتر پارکر نزدیک‌تر بود انتخاب شد. همچنین آن‌ها از سابقهٔ ژیمناستیک‌کاری و رقص هالند نیز خوششان آمد. واتس شخصاً بر صحنه‌هایی از جنگ داخلی که مرد عنکبوتی در آن حضور داشت، حاضر می‌شد تا از نزدیک شاهد کار باشد و همچنین ایده‌ها و فکرهایش را به اشتراک می‌گذاشت.
فیگ گفت که فیلم‌های جان هیوز الهام بزرگی برای این فیلم خواهند بود و همچنین رشد شخصیت پیتر پارکر به همان اندازهٔ شخصیت مرد عنکبوتی مهم خواهد بود. «چیزی که ما برای این فیلم می‌خواهیم این است که 'این آدم می‌خواهد کار بدی انجام دهد، و ممکن تعداد زیادی آدم بمیرند' و 'اگر به موقع به خانه نرسی، خاله می مشکوک می‌شود و همه چیز را می‌فهمد و زندگی‌ات برای همیشه تغییر می‌کند.' خصوصاً در آن سن در دبیرستان، هر چیزی موضوع مرگ و زندگی است.» او همچنین گفت امیدوار است در این فیلم از یکی از دشمنان مرد عنکبوتی استفاده شود که پیش از این از آن استفاده نشده و این که فیلمبرداری در ژوئن ۲۰۱۶ آغاز خواهد شد. در ژوئیهٔ ۲۰۱۵، گزارش شد که نقش می پارکر، خالهٔ پیتر به مریسا تومه پیشنهاد شده. همچنین اعلام شد که دالی و گلدستاین که شانس کارگردانی را از دست داده بودند، برای نوشتن فیلم‌نامه وارد مذاکره شده‌اند؛ کمی بعد هر دوی آن‌ها این پیشنهاد را پذیرفتند. در اکتبر ۲۰۱۵، واتس اعلام کرد که فیلم‌های هر چی خواستی بگو…، تقریباً مشهور و نمی‌توانید عشق مرا بخرید، فیلم‌های مورد علاقهٔ او در این سبک هستند و در این فیلم رشد و بلوغ پارکر دیده می‌شود. در ماه دسامبر، الیور شول برای طراحی صحنه به پروژه پیوست.

### پیش تولید

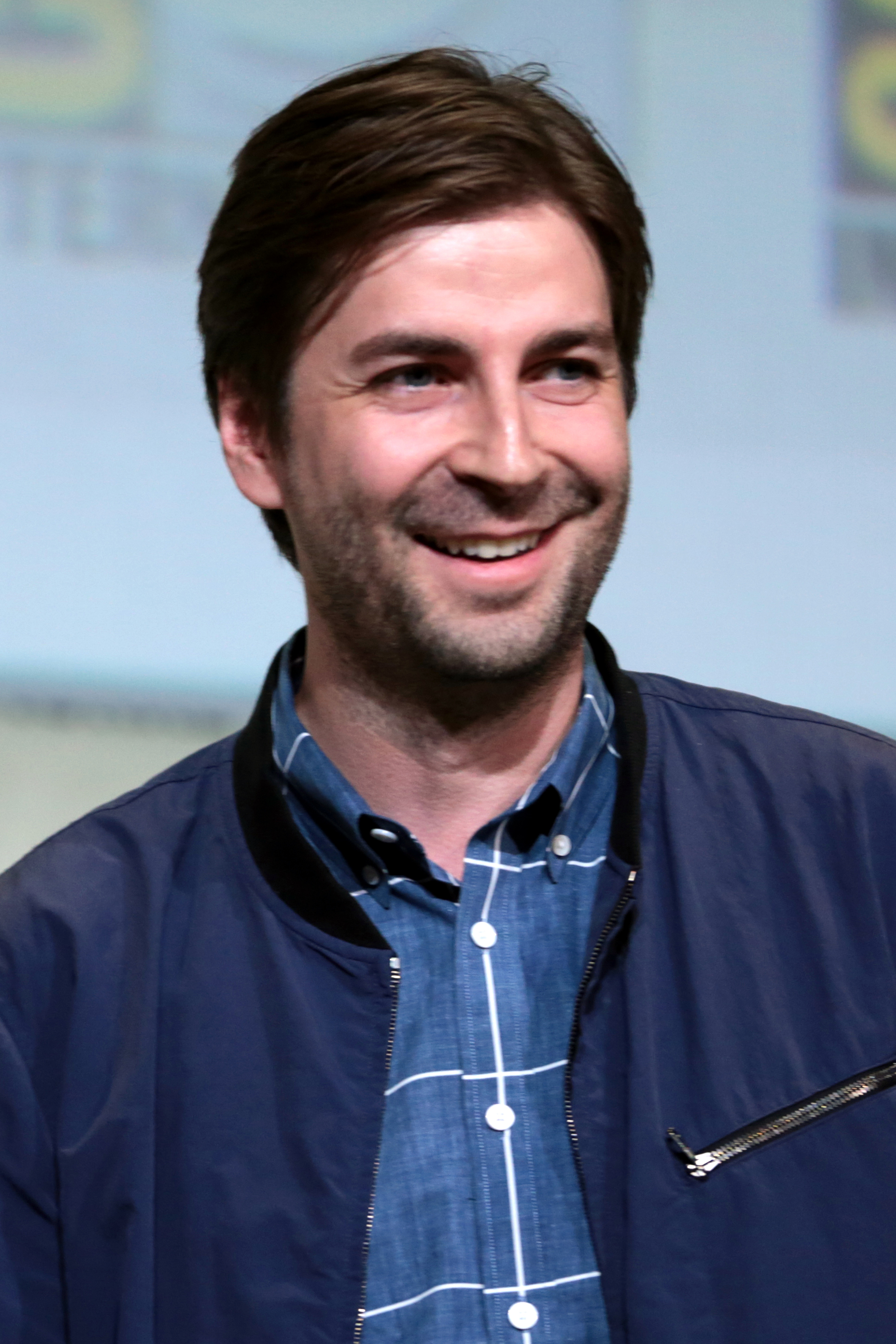
جان واتس در حال تبلیغ فیلم در کامیک‌کان سن‌دیگو ۲۰۱۶.

در ژانویه ۲۰۱۶، سونی تاریخ اکران فیلم را از ۲۸ ژوئیه به ۷ ژوئیه ۲۰۱۷ تغییر داد و اعلام کرد که فیلم در طول پس‌تولید به آی‌مکس سه‌بعدی تبدیل خواهد شد. جی. کی. سیمنز علاقه‌اش را به تکرار نقش جی. جوناه جیمزسون در سه‌گانهٔ سام ریمی اعلام کرد. در اوایل مارس، زندیا در نقش میشل انتخاب شد و حضور تومه در نقش می پارکر نیز تأیید شد. ماه بعدی، فیگ تأیید کرد که شخصیت‌های دیگر دنیای سینمایی مارول نیز در این فیلم حضور خواهند داشت و اشاره کرد که قرارداد بین سونی و مارول مشخص نمی‌کند دقیقاً از کدام شخصیت‌ها می‌توان استفاده کرد و گفت که این همکاری بین سونی و مارول با «حسن نیت» انجام می‌شود تا اسباب بیشتری برای ساختن داستان فراهم شود. به علاوه، فیگ دربارهٔ رابطه سونی و مارول اضافه کرد: «من نمی‌دانم در تیتراژ چه خواهد بود، ولی این فیلم تولید سونی در استودیوی مارول است. توافق این بود که سونی تولیدکنندهٔ اصلی است و ما تهیه‌کنندهٔ خلاق فیلم. ما بازیگر را استخدام کردیم، او را در [جنگ داخلی] معرفی کردیم و حالا بر روی فیلم‌نامه برای این فیلم کار می‌کنیم.» توماس روتمن رئیس سونی پیکچرز دربارهٔ رابطه این دو شرکت گفت که چراغ سبز نهایی را سونی باید بدهد، اما مسائل خلاقانه به مارول واگذار شده.
در آوریل، سونی اعلام کرد که عنوان فیلم بازگشت به خانه خواهد بود، که هم یک رسم سنتی در دبیرستان‌های ایالات متحده است و هم اشاره دارد به بازگشت این شخصیت به خانهٔ خودش یعنی مارول. تونی ریوولوری در نقش رقیب پارکر (که در ابتدا مانوئل نام داشت) به فیلم پیوست و لورا هری‌یر در نقش یکی از هم‌کلاسی‌های پیتر به فیلم اضافه شدند. در کنار این‌ها حضور رابرت داونی جونیور هم در فیلم و در نقش تونی استارک تأیید شد. مایکل کیتون برای بازی در نقش تبهکار فیلم وارد مذاکره شد، اما خیلی زود از حضور در فیلم انصراف داد. با این وجود خیلی زود دوباره وارد مذاکره شد و حضور در فیلم را در ماه مه پذیرفت. در ماه ژوئن، مایکل باربی‌یری در نقش یکی از هم‌کلاسی‌ها و کنت چوی در نقش مدیر مدرسهٔ پارکر و لوگان مارشال گرین در نقش تبهکار دیگر فیلم در کنار کیتون انتخاب شدند؛ در حالی که دونالد گلاور و مارتین استار هم در نقش‌هایی نا معلوم به فیلم پیوستند. با توجه به تفاوت بالا بین بازیگران فیلم، واتس گفت که چون فیلم در کویینز واقع شده و آن‌جا یکی از بالاترین تفاوت‌های نژادی را در دنیا داراست، می‌خواسته که واقعیت را منعکس کند.

### فیلمبرداری
فیلمبرداری در ۲۰ ژوئن ۲۰۱۶ در پاین‌وود آتلانتا در شهرستان فایت، جورجیا و با نام کاری تابستان جرج آغاز شد. فیلمبرداری همچنین در دبیرستان گریدی آتلانتا، مرکز شهر آتلانتا و ساختمان ماریوت مارکیس آتلانتا انجام گرفت. دربارهٔ فیلمبرداری در آتلانتا، هالند گفت که ساختن نیویورک در آتلانتا ارزان‌تر از فیلمبرداری در خود نیویورک درمی‌آید، با این وجود ممکن است یک یا دو هفته در نیویورک هم فیلمبرداری انجام شود. در شروع فیلمبرداری، انتخاب بازیگران نیز ادامه داشت و ایزابلا آمارا، جورج لندبورگ، جی.جی. توتاه، هانیبال بورس، سلنیس لیوا، آبراهام اتاه، مایکل ماندو، تاین دالی، گارسل بووی، تیفانی اسپنسن و انگوری رایس در نقش‌هایی نامعلوم انتخاب شدند و در کنار این‌ها بوکیم وودبین نیز در نقش تبهکار دیگری از فیلم انتخاب شد.
در کامیک-کان بین‌المللی سن دیگو مارول انتخاب کیتون، زندیا، گلاور، هری‌یر، ریوولوری، دالی و وودبین را تأیید کرد و همچنین اعلام کرد زندیا، هری‌یر و ریوولوری به ترتیب در نقش‌های میشل، لیز آلن و فلش تامپسون بازی می‌کنند و جیکوب باتالون نیز در نقش نید لیدز ظاهر خواهد شد. همچنین اعلام شد که کرکس تبهکار فیلم خواهد بود و این که واتس، کریستوفر فورد، کریس مک‌کنا و اریک سامرز به تیم گلدستاین و دالی برای نوشتن فیلم‌نامه ملحق شده‌اند. هری‌یر اشاره کرد که بازیگران جوان فیلم به خودشان با لفظ کلوپ صبحانه اشاره می‌کنند. کمی بعد مارتا کلی در نقشی نامعلوم به فیلم پیوست. در ماه اوت، مایکل چرموس در نقش فینس میسون / خیاط به فیلم اضافه شد؛ جونا زیائو در نقشی نامعلوم به فیلم ملحق شد و بورس نیز فاش کرد نقشش معلم ورزش است. در سپتامبر ۲۰۱۶ نیز اعلام شد جان فاورو نقش هپی هوگان از سری فیلم‌های مرد آهنی را در این فیلم تکرار خواهد کرد. در پایان ماه فیلمبرداری در آتلانتا به پایان رسید و به نیویورک منتقل شد. آستوریا، کویینز، سنت جورج استیتن و منهتن از لوکیشین‌های فیلمبرداری در نیویورک بودند. همچنین تایرون وودلی مبارز یواف‌سی اعلام کرد که به او نقش یک تبهکار در فیلم پیشنهاد شده، اما به خاطر تعهدش به فاکس اسپورت نتوانسته آن را بپذیرد. فیلمبرداری فیلم در ۲ اکتبر ۲۰۱۶ در نیویورک به پایان رسید و در ادامهٔ ماه سکانس‌هایی نیز در برلین فیلمبرداری شد.

### پس از تولید
در نوامبر ۲۰۱۶، فیگ فاش کرد که کیتون در نقش کرکس بازی می‌کند و شخصیت آدرین تومز آن را دارد و وودبین نیز در نقش شوکر ظاهر خواهد شد. در مارس ۲۰۱۷ هری‌یر تأیید کرد که فیلمبرداری مجدد فیلم شروع شده و همچنین مشخص شد کریس ایوانز در نقش کاپیتان آمریکا نیز حضور کوتاهی در فیلم خواهد داشت. همچنین واتس تأیید کرد که فیلم سکانس بعد از تیتراژ خواهد داشت. ماه بعد، استار فاش کرد که وی نقش معلم ورزشی را در دبیرستان پارکر ایفا می‌کند. مارشال‌گرین نیز تأیید کرد که او نقش شوکر دیگری را در فیلم بازی می‌کند.

### موسیقی
هنگام مراسم معرفی فیلم دکتر استرنج در کامیک کان فیگ تصادفاً فاش کرد که مایکل جاکینو که عهده‌دار ساخت موسیقی متن دکتر استرنج نیز بوده، موسیقی این فیلم را خواهد ساخت. مدتی بعد جاکینو خودش نیز این مسئله را تأیید کرد. جاکینو از موسیقی سریال کارتونی مرد عنکبوتی که در سال ۱۹۶۷ از تلویزیون پخش می‌شد به عنوان مهمترین منبع الهامش در ساخت موسیقی فیلم نام برد. او کار ساخت موسیقی را از تاریخ ۱۱ آوریل ۲۰۱۷ آغاز کرد. آلبوم موسیقی فیلم در تاریخ ۷ ژوئیه ۲۰۱۷ توسط سونی مستر ورکز در دسترس عموم قرار گرفت.

## انتشار

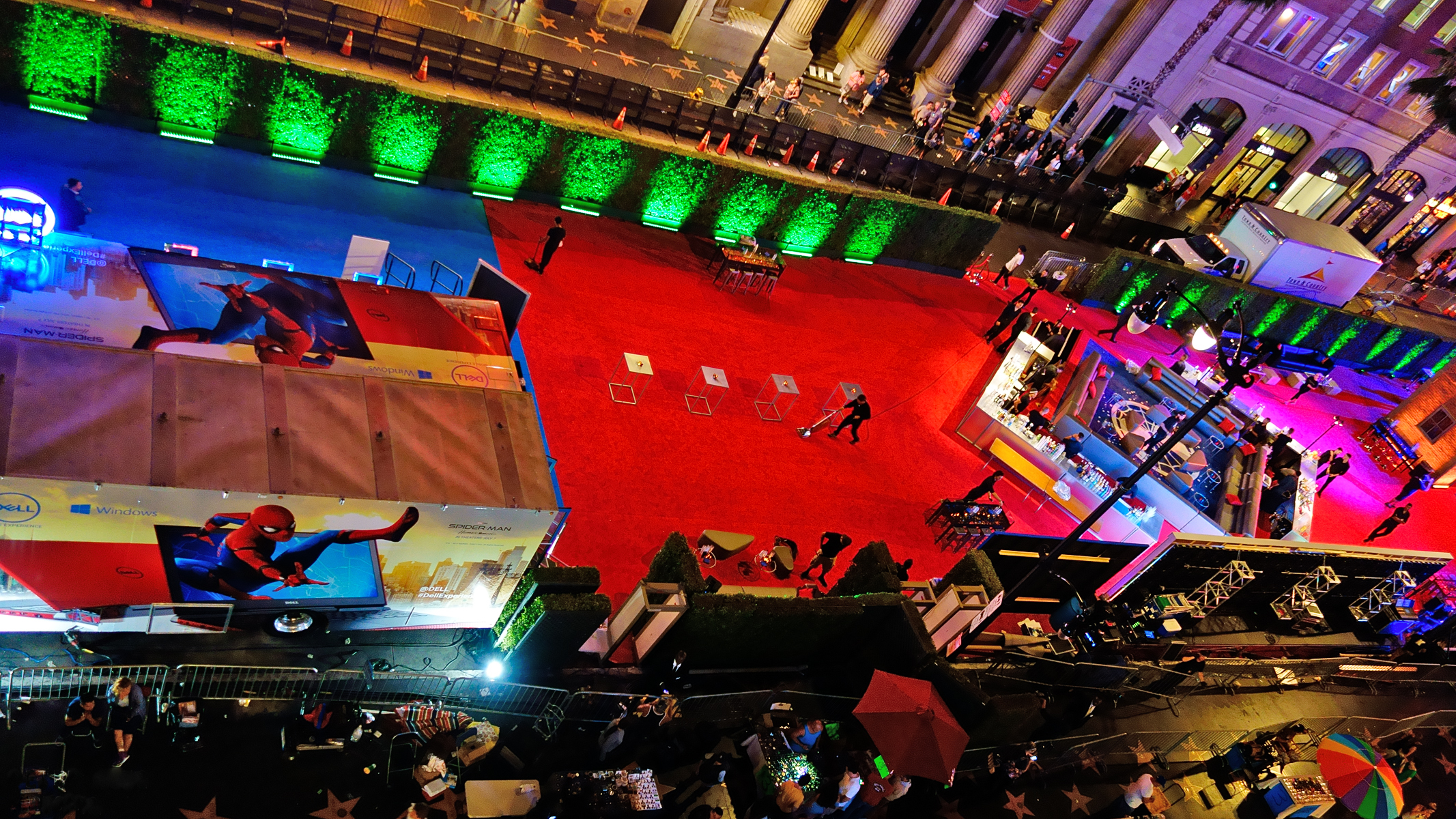
تبلیغات مرد عنکبوتی:بازگشت به خانه در تئاتر چینی تی‌سی‌ال.

مرد عنکبوتی: بازگشت به خانه در ۶ ژوئیه ۲۰۱۷ به صورت جهانی و در ۷ ژوئیه ۲۰۱۷ در آمریکای شمالی به صورت سه‌بعدی، آی‌مکس و آی‌مکس سه‌بعدی اکران شد. تاریخ اکران اولیهٔ فیلم ۲۸ ژوئیه ۲۰۱۷ بود.

### بازاریابی
واتس، هالند، باتالون، هری‌یر، ریوولوری و زندیا همگی در کامیک‌کان بین‌المللی سن‌دیگو در سال ۲۰۱۶ حاضر شدند و کلیپی اختصاصی نیز در پنل آن‌ها پخش شد. این فیلم در کامیک‌کان اکسپرینس پنل اختصاصی داشت. یک کمیک مرتبط به اسم مرد عنکبوتی: مقدمهٔ بازگشت به خانه در ۲۰ ژوئن ۲۰۱۷ در دو نسخه منتشر خواهد شد. اولین تریلر فیلم در ۸ دسامبر ۲۰۱۶ در برنامهٔ جیمی کیمل لایو! پخش شد. دو نسخه از این تریلر منتشر شد، یکی نسخه‌ای که در برنامهٔ جیمی کیمل پخش شد و دیگر نسخهٔ بین‌المللی که در برخی صحنه‌ها و دیالوگ‌ها تفاوت وجود داشت. فیگ معتقد بود که به اندازهٔ کافی تفاوت بین این دو وجود دارد که مردم هر دوی آن‌ها را ببینند. در ۲۸ مارس ۲۰۱۷، تریلر دوم منتشر شد. این تریلر یک شب پیش از این در سینماکان ۲۰۱۷ پخش شده بود.

### شبکه خانگی
نسخه دیجیتال مرد عنکبوتی:بازگشت به خانه در تاریخ ۲۶ سپتامبر ۲۰۱۷ از طرف سونی پیکچرز عرضه شد. همچنین نسخه دیسک بلو-ری، بلوی-ری سه بعدی، اولترا اچ دی بلوی ری و دی‌وی‌دی فیلم نیز در تاریخ ۱۷ اکتبر ۲۰۱۷ در دسترس عموم قرار گرفت.

### باکس آفیس
مرد عنکبوتی: بازگشت به خانه شروعی بسیار قدرتمند در گیشه داشت و توانست به خوبی انتظارات تهیه‌کنندگان را برآورده کند. بازگشت به خانه در هفته اول اکران خود در آمریکا و کاناد ۱۱۷ میلیون دلار و در دیگر نقاط دنیا نیز ۱۳۵ میلیون دلار فروش کرد که موفقیتی بسیار بزرگ محسوب می‌شود. از زمان اکران فیلم مرد عنکبوتی ۳ به کارگردانی سام ریمی در سال ۲۰۰۷ این بهترین افتتاحیه سری فیلم‌های مرد عنکبوتی محسوب می‌شود. در هفته دوم با توجه به اکران شدن فیلم جنگ برای سیاره میمون‌ها فروش بازگشت به خانه با کاهشی ۶۱ درصدی رو به رو شد و توانست با فروش ۴۵٫۲ میلیون دلاری در رتبه دوم فروش باکس آفبس آمریکای شمالی قرار بگیرد. البته استقبال از فیلم در خارج از آمریکا همچنان به صورت گسترده ادامه دارد. تا پایان هفته سوم مرد عنکبوتی: بازگشت به خانه در مجموع به فروشی معادل ۴۷۲٫۸ میلیون دلار رسیده‌است. مرد عنکبوتی: بازگشت به خانه اکنون پنجمین فیلم پرفروش سال ۲۰۱۷ می‌باشد.

## بازخورد

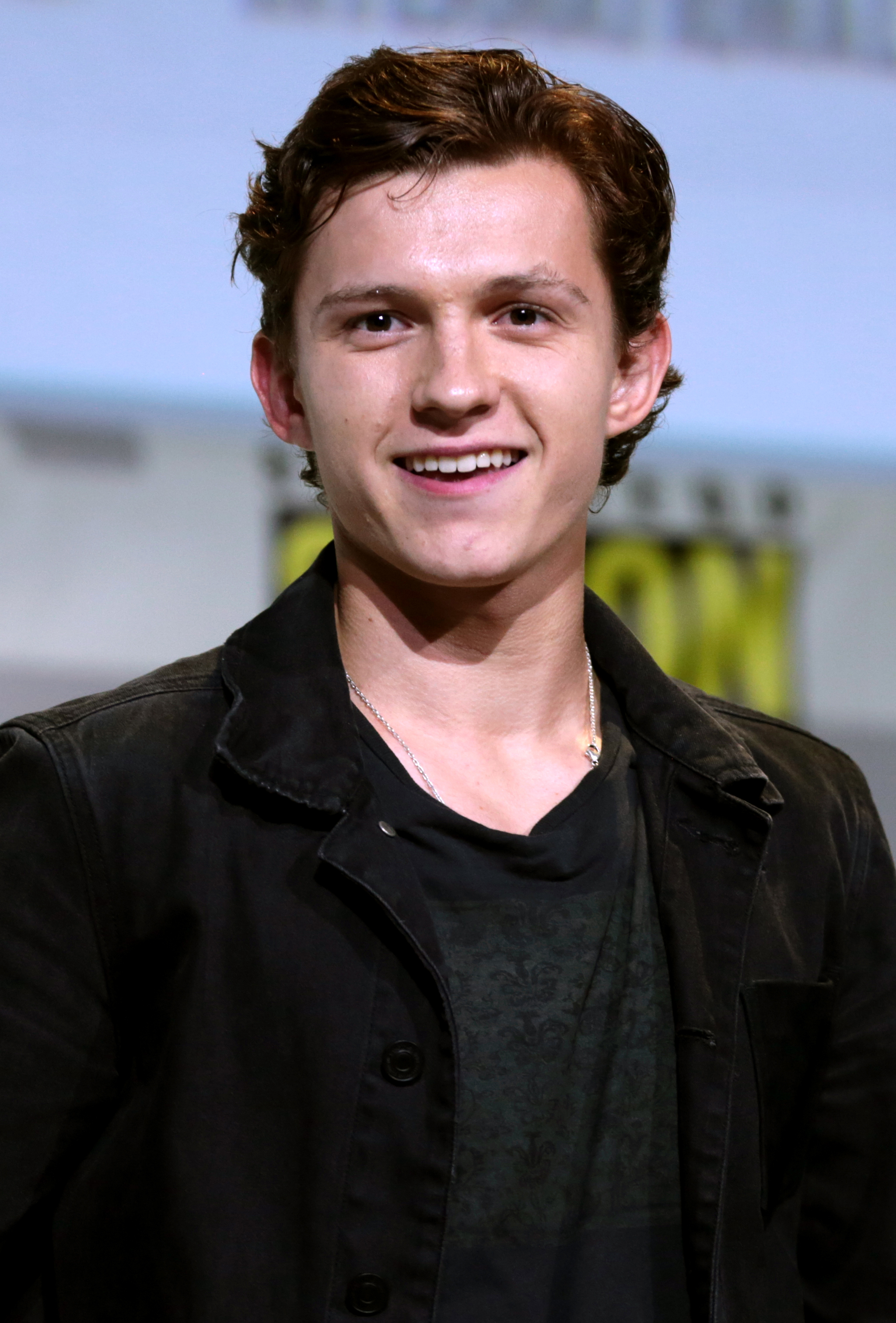
بازی تام هالند مورد توجه و تحسین منتقدان قرار گرفته‌است.

مرد عنکبوتی: بازگشت به خانه علاوه بر فروش زیاد با استقبال بالای منتقدان نیز همراه بود. بازگشت به خانه از نظر بیشتر منتقدان بهترین فیلم اسپایدرمن تاکنون است. سایت راتن تومیتوز گزارش کرد که ۹۲٪ از منتقدان نسبت فیلم نظر مثبتی داشته‌اند که این امتیاز از مجموع ۲۶۶ نقد به دست آمده‌است که به عنوان تحسین جهانی محسوب می‌شود. داستان پردازی خوب به همراه جلوه‌های ویژه و البته کارگردانی واتس مهمترین چیزهایی بودند که منتقدان راتن تومیتوز از آن تعریف کردند. همچنین فیلم در سایت متاکریتیک نیز با احتساب ۵۱ نقد امتیاز مناسب ۷۳/۱۰۰ را دریافت کرده‌است.منتقدان متاکریتیک نیز جنبه‌های فنی فیلم را یکی از مهمترین برگ برنده‌های آن دانستند و همچنین از بازی تام هالند در نقش پیتر پارکر تعریف کردند. منتقدان سایت سینما اسکور نیز با دادن نمره A به فیلم بازگشت به خانه را اثری موفق و سرگرم‌کننده دانستند.

### نظرات منتقدان
- اوون گلیبرمن در ورایتی به فیلم امتیاز ۶۰/۱۰۰ داد و نوشت: «اینکه مارول قصد ساخت فیلمی با محوریت مرد عنکبوتی جوان را داشته، به خودی خود اتفاق بدی نیست؛ اما مشکلی که در رابطه با مرد عنکبوتی: بازگشت به خانه وجود دارد این است که فیلم از طرفی آن حس شور و شوق کاراکتر را به شکلی اغراق‌آمیز نشان می‌دهد و از طرفی دیگر حس و حال کلی فیلم تا حدودی کسل‌کننده و حوصله‌سربر است.»[۱]
- مایک رایان در آپراکس به فیلم امتیاز بالایی داد. او سکانس‌های اکشن و مهارت واتس در ایجاد توازن میان سکانس‌های نبرد و صحنه‌های کمدی را ستود در بخشی از نقد خود نوشت: «بازگشت به خانه قطعاً بهترین فیلم دربارهٔ پیتر پارکر/مرد عنکبوتی است که تاکنون ساخته شده‌است. این فیلمی برای عاشقان اسپایدرمن است.»[۱۲۹]
- ریچارد روپر در شیکاگو سان-تایمز فیلم را موفقیت‌آمیز دانست و درباره‌اش نوشت: «بهترین چیز در مورد مرد عنکبوتی: بازگشت به خانه این است که برخلاف نمونه‌های قبلی فیلم بیشتر دربارهٔ پیتر پارکر نوجوان و دنیای اوست تا دنیای بزرگسالانه اش. بازگشت به خانه به خوبی نشان می‌دهد گاهی که دنیا در خطر است شاید ابرقهرمان‌های نوجوان بهتر بتوانند به ما کمک کنند تا ابرقهرمان‌های بزرگسال عبوس.»[۱۳۰]
- کنت توران در لس‌آنجلس تایمز فیلم را پسندید و معتقد است که بازگشت به خانه فیلم سرگرم‌کننده و جذابی از کار درآمده‌است. به عقیده او تیم بازیگری به خصوص مایکل کیتون در نقش منفی درخشان هستند و جلوه‌های ویژه و کارگردانی واتس همگی در بالاترین سطح جهانی قرار دارند.[۱۳۱]
- جان دوفر در هالیوود ریپورتر به فیلم امتیاز ۵۰/۱۰۰ را داد و نوشت: «در حالی که اندرو گارفیلد چهره باورپذیری از شخصیت پیتر پارکر ارائه کرده بود، تام هالند این شخصیت را به ریشه‌هایش برمی‌گرداند. عملکرد تام هالند حتی در مواقعی که فیلم‌نامه ضعف دارد و قادر نیست با وی همراهی کند، خوب و یک برگ برنده برای فیلم است.»[۱۳۲]
- رابی کالین در دیلی تلگراف چندان روی خوش به فیلم نشان داد و بازگشت به خانه را لایق نمره‌ای بهتر از ۴۰/۱۰۰ ندید. کالین فیلم را بی‌روح و وارفته ارزیابی کرده و آن را اثری می‌داند که به تدریج و با پیشرفت فیلم تخریب می‌شود. او دربارهٔ تم کلی فیلم یعنی ایجاد توازن میان دو بخش زندگی ابرقهرمان هم اظهارنظر کرده و معتقد است این تم اصلی آنقدر بد ساخته شده که به نظر می‌رسد، داستان هر بخش را تیم نویسندگانی جدا نوشته‌اند که در نهایت فیلم به این بدی از آب درآمده‌است.[۱۳۳]

## جوایز
| سال  | جایزه                                     | دسته‌بندی                           | دریافت کننده(ها)            | نتیجه    |
| ---- | ----------------------------------------- | ---------------------------------- | --------------------------- | -------- |
| ۲۰۱۷ | جایزه برگزیده نوجوان                      | عملکرد فوق‌العاده بازیگر            | تام هالند                   | نامزدشده |
| ۲۰۱۷ | جایزه برگزیده نوجوان                      | عملکرد فوق‌العاده بازیگر            | زندیا                       | نامزدشده |
| ۲۰۱۷ | جایزه برگزیده نوجوان                      | بهترین فیلم تابستانی               | مرد عنکبوتی: بازگشت به خانه | پیروز    |
| ۲۰۱۷ | جایزه برگزیده نوجوان                      | بهترین بازیگر مرد فیلم‌های تابستانی | تام هالند                   | پیروز    |
| ۲۰۱۷ | جایزه برگزیده نوجوان                      | بهترین بازیگر زن فیلم‌های تابستانی  | زندیا                       | پیروز    |
| ۲۰۱۷ | انجمن منتقدان فیلم منطقه واشینگتن، دی.سی. | جایزه ویژه بهترین فیلم             | مرد عنکبوتی: بازگشت به خانه | نامزدشده |
| ۲۰۱۸ | جایزه برگزیده کودکان                      | بهترین فیلم                        | مرد عنکبوتی: بازگشت به خانه | نامزدشده |
| ۲۰۱۸ | جایزه برگزیده کودکان                      | محبوبترین بازیگر زن                | زندیا                       | پیروز    |
| ۲۰۱۸ | جایزه ساترن                               | بهترین فیلم اقتباسی از کمیک مارول  | مرد عنکبوتی: بازگشت به خانه | نامزدشده |
| ۲۰۱۸ | جایزه ساترن                               | بهترین بازیگر نقش مکمل مرد         | مایکل کیتون                 | نامزدشده |
| ۲۰۱۸ | جایزه ساترن                               | بهترین بازیگر جوان                 | تام هالند                   | پیروز    |
| ۲۰۱۸ | جایزه ساترن                               | بهترین بازیگر جوان                 | زندیا                       | نامزدشده |

## دنباله
در ژوئن ۲۰۱۶، روتمن اعلام کرد سونی و مارول متعهدند دنبالهٔ مرد عنکبوتی را بسازند. تا اکتبر ۲۰۱۶، به گفتهٔ هالند بحث‌ها برای فیلم دنباله شروع شده بود و این که تبهکار چه کسی باشد و داستان به کجا برسد. در دسامبر ۲۰۱۶، بعد از موفقیت تریلر اول فیلم، سونی تاریخ ۵ ژوئیه ۲۰۱۹ را برای دنبالهٔ این فیلم تعیین کرد. فیگ اعلام کرد اگر فیلم‌های بعدی ساخته شوند، یکی از ایده‌ها الهام گرفتن از مجموعه فیلم‌های هری پاتر است که در هر کدام از آن‌ها یک سال تحصیلی دانش‌آموزان به نمایش درمی‌آید؛ به این ترتیب که فیلم دوم پارکر را در سال اول دبیرستان و فیلم سوم پارکر را در سال آخر دبیرستان نشان می‌دهد. مدتی بعد از اکران فیلم و فروش خوب و استقبال مناسبی که منتقدان از آن کرده بودند به طور رسمی اعلام شد که هالند و واتس برای ساخت دنباله فیلم دوباره باز خواهد گشت.
دنبالهٔ این فیلم که مرد عنکبوتی: دور از خانه نام دارد در ۵ ژوئیه ۲۰۱۹ اکران شد.